# Taça de Portugal de Futsal Feminino de 2018-19
A edição da Taça de Portugal de Futsal Feminino referente à época de 2018/2019 decorreu entre 13 de Outubro de 2018 - 1ª Eliminatória - e 31 de Marco de 2019,data em que se disputou a final a qual teve lugar no Pavilhão Multiusos de Gondomar. 

## Taça de Portugal de Futsal 2018/2019

### Final
| Final                                | Final                                      |
| ------------------------------------ | ------------------------------------------ |
| SL Benfica – Novasemente GD Cavalino | 2 – 0 (Janice Silva 24', Ana Catarina 40') |

### Meias-Finais
| Águias Santa Marta - SL Benfica | 0 – 6 |  | Novasemente - FC Vermoim | 5 – 3 |

### Quartos-de-Final
| Quartos-de-Final                  | Quartos-de-Final | Quartos-de-Final | Quartos-de-Final        | Quartos-de-Final |
| --------------------------------- | ---------------- | ---------------- | ----------------------- | ---------------- |
| Póvoa Futsal - Águias Santa Marta | 3 – 4            |                  | SL Benfica - Belenenses | 8 – 0            |
| Arneiros - Novasemente            | 0 – 7            |                  | Ourentã - FC Vermoim    | 1 – 2            |

### Oitavos-de-Final
| Oitavos-de-Final                    | Oitavos-de-Final | Oitavos-de-Final | Oitavos-de-Final                  | Oitavos-de-Final |
| ----------------------------------- | ---------------- | ---------------- | --------------------------------- | ---------------- |
| CD Juventude São Pedro - SL Benfica | 1 – 7            |                  | Águias Santa Marta - Santa Luzia  | 3 – 2            |
| Quinta dos Lombos - FC Vermoim      | 3 – 4            |                  | Os Paulenses - Ourentã            | 2 – 4            |
| Arneiros - CDRC de Tebosa           | 6 – 1            |                  | Novasemente - Nun´Álvares/IESFafe | 5 – 2            |
| At. Povoense - Belenenses           | 2 – 5            |                  | Académica AAC - Póvoa Futsal      | 2 – 3            |

### 4ª Eliminatória
| 4ª Eliminatória                       | 4ª Eliminatória   | 4ª Eliminatória | 4ª Eliminatória                  | 4ª Eliminatória   |
| ------------------------------------- | ----------------- | --------------- | -------------------------------- | ----------------- |
| Futsal Feijó - At. Povoense           | 1 – 2             |                 | Chaves - Nun´Álvares/IESFafe     | 3 – 4 a.p.        |
| Os Paulenses - CD Juventude São Pedro | 3 – 4 a.p.        |                 | oo                               | 0 – 0             |
| CDRC de Tebosa - RC Penaguião         | 3 – 2 a.p.        |                 | Arneiros -Modicus                | 5 – 0             |
| EDCG - Académica AAC                  | 2 – 3             |                 | Leões Porto Salvo - Póvoa Futsal | 1 – 2             |
| Juventus da Triana - Novasemente      | 0 – 10            |                 | Sporting CP - Santa Luzia        | 5 – 5, 6 – 7 g.p. |
| FC Vermoim - ARCD Venda da Luísa      | 1 – 0             |                 | Valverde - Águias Santa Marta    | 1 – 2             |
| Belenenses - Golpilheira              | 4 – 4, 1 – 0 g.p. |                 | VC Santarém - Quinta dos Lombos  | 0 – 2             |
| Vidais - SL Benfica                   | 3 – 6             |                 | Lusitânia Lourosa - Ourentã      | 1 – 3             |

### 3ª Eliminatória
| 3ª Eliminatória                   | 3ª Eliminatória | 3ª Eliminatória | 3ª Eliminatória                         | 3ª Eliminatória |
| --------------------------------- | --------------- | --------------- | --------------------------------------- | --------------- |
| Os Paulenses - Castromarinense    | 3 – 2 a.p.      |                 | CD Juventude São Pedro - FC Académicos  | 2 – 0           |
| Póvoa Futsal - Desp. Aves         | 2 – 0           |                 | Santa Iria - Futsal Feijó               | 3 – 4           |
| EDCG - Lusitânia Lourosa          | 4 – 3           |                 | Arneiros - Quinta Sobrado               | 14 – 1          |
| Lusitano FCV - Juventus da Triana | 0 – 1           |                 | Modicus - GDCR Escolas de Arreigada     | 2 – 0           |
| Académica AAC - CDC Santana       | 6 – 1           |                 | CB Mortágua - CDRC de Tebosa            | 0 – 10          |
| Machados - Vidais                 | 2 – 4           |                 | Casa Benfica Leiria - Leões Porto Salvo | 3 – 5           |
| Pregança - VC Santarém            | 1 – 6           |                 |                                         | –               |

### 2ª Eliminatória
| 2ª Eliminatória                         | 2ª Eliminatória | 2ª Eliminatória | 2ª Eliminatória                     | 2ª Eliminatória |
| --------------------------------------- | --------------- | --------------- | ----------------------------------- | --------------- |
| Portimonense - Leões Porto Salvo        | 3 – 7           |                 | CDC Santana - CF Sabugal            | 13 – 0          |
| Futsal Feijó - Santa Clara              | 2 – 0           |                 | Pioneiros Bragança - Póvoa Futsal   | 0 – 5           |
| Lusitânia Lourosa - CF Santa Clara      | 10 – 2          |                 | Viseu e Benfica - Modicus           | 1 – 4           |
| Santa Iria - ACRD Rio de Moinhos        | 4 – 2           |                 | CDRC de Tebosa - Tirsense           | 7 – 1           |
| Castromarinense - Bairro Torregela      | 8 – 5           |                 | Machados - Técnico                  | 4 – 1           |
| GDCR Escolas de Arreigada - EDCG        | 0 – 6           |                 | Desp. Aves - Gondomar FC            | 15 – 1          |
| VC Santarém - NS Condeixa               | 1 – 0           |                 | São Pedro Castelões - Académica AAC | 2 – 4           |
| CB Mortágua - GD Mêda                   | 5 – 3           |                 | Valmesio - Juventus da Triana       | 0 – 5           |
| Estrelas Susanenses - FC Académicos     | 0 – 3           |                 | Quinta Sobrado - Carnide Clube      | 2 – 1           |
| Casa Benfica Leiria - CB Pombal         | 4 – 2           |                 | Arneiros - NS Pombal                | 6 – 3           |
| Futsal Azeméis - CD Juventude São Pedro | 0 – 1           |                 | Vidais - Aljustrelense              | 6 – 3           |
| Pregança - Odemirense                   | 5 – 3           |                 | CADE - Os Paulenses                 | 2 – 3           |
| Guarda 2000 - Lusitano FCV              | 0 – 6           |                 |                                     | –               |

### 1ª Eliminatória
| 1ª Eliminatória                        | 1ª Eliminatória | 1ª Eliminatória | 1ª Eliminatória                         | 1ª Eliminatória  |
| -------------------------------------- | --------------- | --------------- | --------------------------------------- | ---------------- |
| Farense - Modicus                      | 2 – 4           |                 | AD Fundão - Pregança                    | 0 – 3            |
| Lusitano FCV - SC Celoricense          | 7 – 2           |                 | CDC Santana - CPR Pocariça              | 3 – 1            |
| Barranha SC - Carnide Clube            | 0 – 1           |                 | Machados - Estrelas Rio Mau             | 4 – 0            |
| 3 d´Agosto 1885 - Futsal Feijó         | 1 – 6           |                 | Santa Iria - NS Castelo Branco          | 7 – 1            |
| Nova Morada - Odemirense               | 4 – 5           |                 | Futsal Campo - Póvoa Futsal             | 2 – 12           |
| NJ Proença-a-Nova - Quinta Sobrado     | 0 – 2           |                 | GD Operário - EDCG                      | 1 – 3            |
| Desp. Aves - Diogo Cão                 | 3 – 0           |                 | GDC Rio Moinhos - Ribafria              | 2 – 1            |
| Inter SC - Portimonense                | 2 – 3           |                 | Viseu e Benfica - Vila Cortez           | 3 – 2            |
| GTEAM - Guarda 2000                    | 1 – 2           |                 | Gondomar FC - Alvorninha                | 4 – 2            |
| NS Condeixa - Nogueirense FC           | 6 – 3 a.p.      |                 | Lusitânia Lourosa - ACD Castanheira     | 6 – 0            |
| FC Académicos - Limianos               | 3 – 0           |                 | Penaverdense - CD Juventude São Pedro   | 0 – 12           |
| GD Mêda - CSP Vila Flor                | 6 – 0           |                 | GD Ilha - Arneiros                      | 1 – 13           |
| Os Paulenses - Alfenense               | 3 – 2           |                 | Trofense - São Pedro Castelões          | 0 – 5            |
| Tirsense - Santo Cristo                | 4 – 2           |                 | Maia Futsal - CB Mortágua               | 2 – 6            |
| Valmesio - Cambeses                    | 5 – 4           |                 | GDCR Escolas de Arreigada - União 1919  | 7 – 2            |
| CF Sabugal - ACRD Nespereira           | 3 – 2           |                 | AD Jorge Antunes - CF Santa Clara       | 2 – 4            |
| AD Serpinense - NS Pombal              | 0 – 5           |                 | Ac. Pedras Rubras - CB Pombal           | 3 – 8            |
| Académica AAC - Gafanha                | 5 – 2           |                 | CPT São Cristóvão - Estrelas Susanenses | 1 – 1, 2 – 3 g.p |
| Casa Benfica Leiria - Catujalense      | 8 – 2           |                 | Pioneiros Bragança- Amigos de Cerva     | 2 – 1            |
| Juventude Campinense - Aljustrelense   | 0 – 3           |                 | Dom Fuas - Juventus da Triana           | 0 – 4            |
| CADE - Sertanense                      | 16 – 0          |                 | Deucriste SC - Futsal Azeméis           | 1 – 2            |
| UPVN - Castromarinense                 | 1 – 5           |                 | Bairro Torregela - Técnico              | 0 – 9            |
| VC Santarém - Silves                   | 8 – 4           |                 | Vidais - Juventude Gaia                 | 8 – 2            |
| Planície - Santa Clara                 | 4 – 7           |                 | AJEDC Tocha - CDRC de Tebosa            | 1 – 2            |
| Leões Porto Salvo - NS Leões Almodôvar | 24 – 0          |                 |                                         | –                |